# RAKU SPA 武蔵小金井
RAKU SPA 武蔵小金井（ラク スパ むさしこがねい）は、東京都小金井市に2025年12月にオープン予定の温浴施設。
着工は2024年7月。敷地面積は5.293m2、床面積は約2,230m2。 

## 概要
JR中央線コミュニティデザインは、武蔵小金井駅東側の高架下に温浴施設「RAKU SPA 武蔵小金井（仮称）」を2025年12月を目途に開業。
武蔵小金井駅から近い高架下に位置するため、鉄道利用者が気軽に立ち寄れることが特徴。敷地内には、イベント会場などに活用できる公園を整備する。
運営会社は極楽湯で、同社のノウハウを活かした温浴施設となる予定。施設内には、複数のサウナや岩盤浴も備える。店舗も併設予定だが、運営会社は未定。温泉採掘ではなく沸かし湯を用いる予定。

## 経歴
- 2024年7月、『RAKU SPA 武蔵小金井』着工